# Calistrat Cuțov
Calistrat Cuțov (n. 10 octombrie 1948, Smârdan, România – d. 19 martie 2025, București, România) a fost un boxer român de etnie lipoveană.

## Carieră
El a obținut bronzul la Jocurile Olimpice de vară din 1968. La Campionatele Europene din 1969 a cucerit medalia de aur.
Din 1981, a devenit antrenor. A fost antrenorul lui Daniel Dumitrescu, câștigătorul medaliei de argint la Olimpiada de la Seul din 1988.